# Couepia froesii
Couepia froesii är en tvåhjärtbladig växtart som beskrevs av Ghillean `Iain' Tolmie Prance. Couepia froesii ingår i släktet Couepia och familjen Chrysobalanaceae. Inga underarter finns listade i Catalogue of Life.